# انجمن بین‌المللی شیمی اعصاب
انجمن بین‌المللی شیمی اعصاب (به انگلیسی: (International Society for Neurochemistry (ISN) جامعه حرفه‌ای برای شیمی دانان علوم اعصاب و دانشمندان این علم در سراسر جهان است. نخستین پایه‌های تشکیل این انجمن در سال ۱۹۶۲، توسط جوردی فولچ پی (به انگلیسی: Jordi Folch Pi) و هاینریش والش (به انگلیسی: Heinrich Waelesch) با تشکیل یک کمیته موقتی پایه‌گذاری شد. این کمیته در نهایت به شکل انجمنی در سال ۱۹۶۳ درآمد و عضویت‌های بین‌المللی متشکل از دانشمندان شاغل در این زمینه را پذیرفت. شرایط و قوانین مقدماتی برای اعضای این انجمن در سال ۱۹۶۵ تهیه گشت و در سال ۱۹۶۷ به عنوان اساسنامهٔ انجمن بین‌المللی شیمی اعصاب (ISN) نهایی شد. انجمن بین‌المللی شیمی اعصاب در زمان تأسیس دارای ۲۲۶ عضو بود. تأسیس کامل انجمن بین‌المللی شیمی اعصاب از طریق برگزاری نشست‌های بین‌المللی در سال ۱۹۸۰ آغاز شد. این انجمن شروع به ارائه کمک‌های مالی برای سفر دانشمندان جوان علوم اعصاب برای شرکت در جلسات کرد و از زمان تأسیس همواره میزان این کمک‌های مالی را افزایش داده‌است. همچنین تعداد جوایزی که توسط این سازمان اهدا می‌شوند در جال افزایش اند. انجمن بین‌المللی شیمی اعصاب همچنین برنامه‌های آموزشی، پژوهشی، را در کشورهای در حال توسعه دنبال می‌کند، و کنفرانس‌های پزشکی تخصصی را نیز برگزار می‌نماید.

## اهداف انجمن بین‌المللی شیمی اعصاب
اهداف انجمن بین‌المللی شیمی اعصاب، شامل:
تسهیل پیشرفت علوم اعصاب و رشته‌های علوم اعصاب مرتبط در سراسر جهان.
آموزش و پرورش و توسعه شیمی دانان علوم اعصاب و دانشمندان این علم، به ویژه از محققان جوان.
انتشار جدیدترین اطلاعات و اخبار در مورد علوم اعصاب و رشته‌های علوم اعصاب مرتبط در سراسر جهان.

## جلسات سالیانه
سالی دو بار انجمن بین‌المللی شیمی اعصاب نشست‌هایی را برگزار می‌نماید که در آن اعضای انجمن‌های بین‌المللی شیمی اعصاب منطقه‌ای شامل اروپا، آمریکا و آسیا حضور دارند.

## مجلات
مجله رسمی انجمن بین‌المللی شیمی اعصاب مجله شیمی اعصاب است که در حال حاضر توسط انتشارات وایلی-بلک‌ول منتشر می‌شود.

## جوایز
اصلی‌ترین جوایز انجمن بین‌المللی شیمی اعصاب شامل کمک هزینه‌های تحصیلی برای شیمی دانان علوم اعصاب و دانشمندان این علم در سراسر جهان و ارائه کمک‌های مالی برای سفر دانشمندان جوان علوم اعصاب برای شرکت در جلسات این انجمن یا انجمن‌های مربوطه، کمک هزینه‌های خرید لوازم و تجهیزات آزمایشگاهی و کمک‌های مالی برای احداث مراکز تحقیقاتی و آزمایشگاهی شیمی اعصاب است.